# Microchip Technology
Microchip Technology è una società produttrice di semiconduttori, tra cui microcontrollori, memorie EEPROM, amplificatori operazionali, dispositivi per comunicazione wireless e radio frequenza e dispositivi per la gestione dell'alimentazione di potenza. La sua sede è a Chandler (Arizona).
L'azienda è nota soprattutto per essere la produttrice dei microcontrollori PIC, famiglia di microcontrollori derivati dal PIC1650, originariamente sviluppato dalla General Instrument da cui la Microchip Technology fu creata come spin off nel 1987, per poi dividersi completamente nel 1989. Nel gennaio 2016 ha acquistato la nota azienda Atmel per una cifra di 3,6 miliardi di dollari.
Microchip Technology produce diverse famiglie di microcontrollori, ognuna caratterizzata da diversa architettura del "core". Ogni modello di ogni famiglia è caratterizzato dall'avere più o meno memoria RAM e ROM e dall'essere equipaggiato da un certo numero di dispositivi di interfaccia come: I/O di base, interfaccia seriale, SSP, I2C, memoria EEPROM, convertitore ADC, comparatore analogico, watchdog, USB, CAN, LIN, ecc. L'azienda produce anche il programmatore Pickit per i suoi microcontrollori.

## Risorse di programmazione

### MPLAB-X IDE
Microchip fornisce gratuitamente l'ambiente di sviluppo dei propri prodotti, tale IDE (Integrated Development Environment, Ambiente di sviluppo integrato) fornisce all'installazione il software necessario per l'assemblaggio e la generazione dei file HEX e COFF in linguaggio Assembly mentre per il linguaggio C la stessa Microchip fornisce due diversi compilatori, uno chiamato C18 per la famiglia PIC18 e un altro chiamato C30 per le famiglie PIC24, PIC30 e PIC32.

### MPLAB XPress
È un'alternativa anch'essa gratuita a MPLAB-X IDE, basata sul Cloud, non richiede installazione e fornisce la possibilità di salvare i propri progetti sull'account personale di Microchip. Permette di passare velocemente da un dispositivo ad un altro senza rischiare di perdere i salvataggi. Incorpora l'ultima versione di MPLAB Code Configurator per i le versioni dei PIC a 8-bit e 16-bit.

### Altre soluzioni commerciali
In rete si trovano facilmente altri compilatori e altri IDE (CSS, Sourceboost, Hi-tech, ecc.), molti dei quali a pagamento e solo alcuni disponibili "freeware", pur con alcune limitazioni d'uso.

### Le soluzioni open source
La grande diffusione che i microcontrollori Microchip vanta, ha spinto un numero notevole di amanti dell'open-source a sviluppare nuove soluzioni adatte a soddisfare chi, per svariati motivi, come loro, pensa che il software non debba essere solamente considerato in ambito commerciale e di profitto.

Tra i più attivi nello sviluppo si possono notare le gputils, gli IDE per KDE come piklab e qualcosa di intermedio tra un software di progettazione/simulazione/IDE, sempre per KDE, ktechlab il quale, anche se ancora in fase iniziale, offre svariati tipi di sviluppo, partendo dalla stesura dei programmi in C per finire al semplice disegno di diagrammi di flusso che il software provvederà, a richiesta dell'utilizzatore, a trasformare in file Assembly, COFF o HEX.